# Mangrovie dell'Africa centrale
Le mangrovie dell'Africa centrale sono una ecoregione che si estende lungo le coste dell'Africa centrale ed in parte di quella occidentale (codice ecoregione: AT1401). La regione fa parte della lista Global 200 delle ecoregioni prioritarie per la conservazione con il nome di Mangrovie del golfo di Guinea.

## Territorio
La regione abbraccia le mangrovie presenti sulle coste del Ghana (a est del corridoio del Dahomey), della Nigeria, del Camerun, della Guinea Equatoriale, del Gabon, della Repubblica Democratica del Congo e dell'Angola. Le più estese si trovano nella zona costiera del delta del fiume Niger e alla foce del fiume Congo. In Camerun le mangrovie sono concentrate in prossimità del monte Camerun. In Angola estese comunità sorgono in prossimità della foce dei fiumi Cuvo, Longa, Cuanza, Dande e M'Bridge.

## Flora

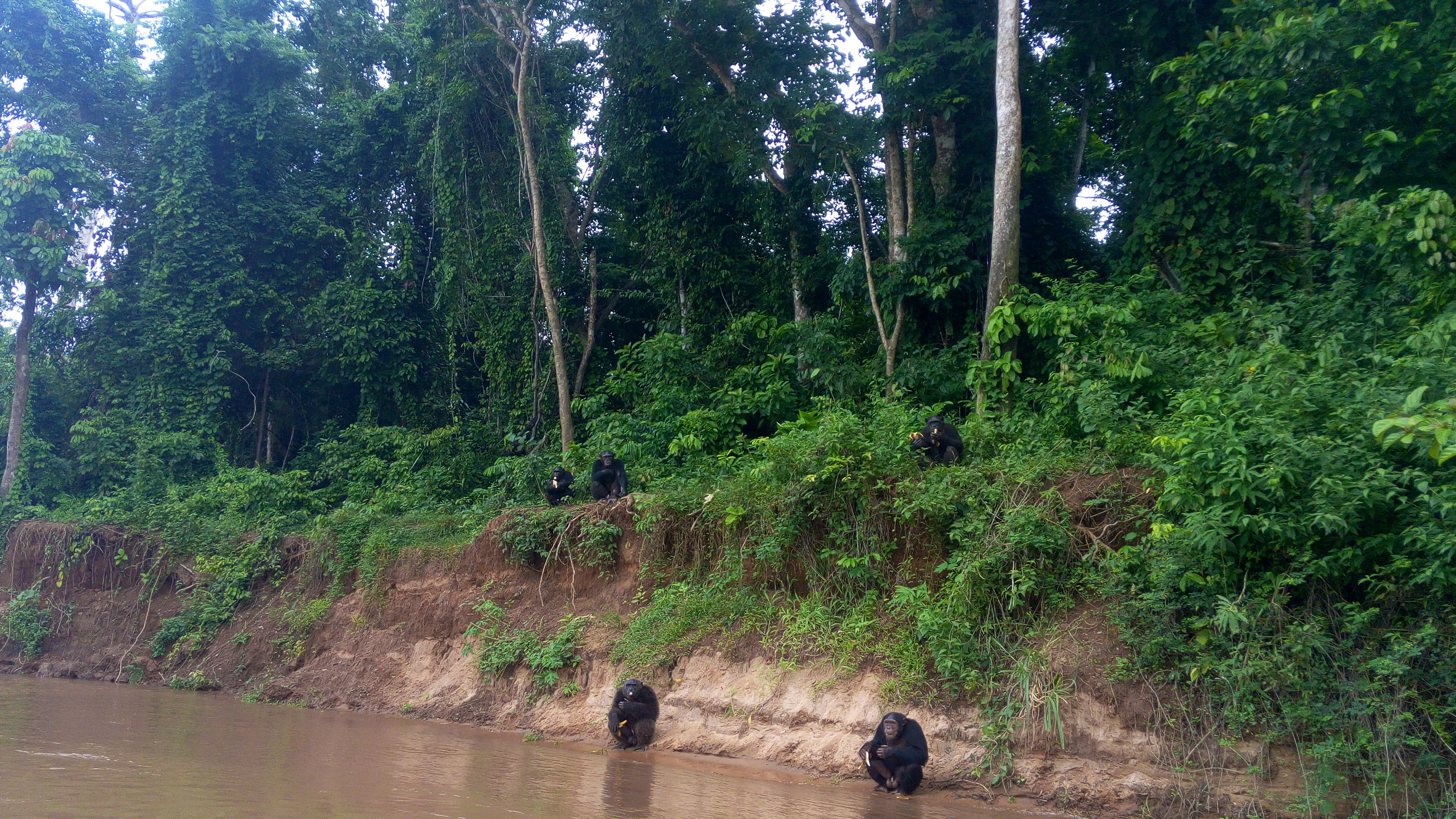
Riserva di Douala-Edéa, Camerun

Nelle mangrovie di questa regione si ritrovano cinque differenti specie autocotone: Rhizophora racemosa, Rhizophora mangle, Rhizophora × harrisonii, Avicennia germinans, Laguncularia racemosa, e una specie introdotta: la palma Nypa fruticans. Quest'ultima è una specie invasiva, che nelle zone più interne e fangose, come per esempio in estese aree del delta del Niger, sta soppiantando le specie autoctone. Rhizophora racemosa è la specie dominante nelle zone più esposte alle maree, mentre nelle aree lagunari chiuse prevale Rhizophora mangle.

## Fauna
Queste mangrovie rappresentano l'habitat di numerose specie minacciate come il lamantino africano (Trichechus senegalensis), la tartaruga dal guscio molle africana (Trionyx triunguis) e l'ippopotamo pigmeo (Hexaprotodon liberiensis heslopi), presente con una popolazione isolata nel delta del Niger. Nella regione ricade anche parte dell'areale del cercopiteco di Sclater (Cercopithecus sclateri) e del cercopiteco nano del sud (Miopithecus talapoin). Nei fiumi, nei laghi e nelle piane di marea che circondano l'ecoregione albergano l'ippopotamo (Hippopotamus amphibius), il coccodrillo del Nilo (Crocodylus niloticus) e una varietà di anfibi.

Almeno cinque differenti specie di tartarughe marina visitano le acque di queste mangrovie: la tartaruga liuto (Dermochelys coriacea), la tartaruga comune (Caretta caretta), la tartaruga olivacea (Lepidochelys olivacea), la tartaruga embricata (Eretmochelys imbricata) e la tartaruga verde (Chelonia mydas).

Una notevole biodiversità si riscontra tra i pesci che popolano queste acque: nel solo delta del Niger sono state censite 48 specie appartenenti a 38 famiglie differenti tra cui Clupeidae (Ethmalosa fimbriata, Pellonula leonensis,  Sardinella maderensis), Pristigasteridae (Ilisha africana), Belonidae (Ablennes hians, Strongylura senegalensis), Megalopidae (Megalops atlanticus), Hemiramphidae (Hyporhamphus picarti), Elopidae (Elosps lacerta, Elosps senegalensis) e Albulidae (Albula vulpes).

Come tutte le aree umide le mangrovie costiere dell'ecoregione sono infine di primaria importanza per innumerevoli specie di uccelli migratori che sostano e talora nidificano nell'area.

## Conservazione
Le mangrovie di questa regione sono considerate in pericolo critico per la pressione derivante dallo sviluppo urbano e dalla industrializzazione; in particolare il delta del Niger subisce l'inquinamento derivante dalla attività di estrazione e raffinazione del petrolio  e la pressione antropica derivante dallo sviluppo della capitale Lagos; anche le mangrovie in prossimità di Douala, in Camerun, si sono significativamente ridotte a causa dell'espansione urbanistica. Altre minacce derivano dalla bonifica di terreni per l'agricoltura e dall'attività di raccolta del sale.
Si stima che all'incirca il 10% del territorio della ecoregione sia soggetto a vincoli di protezione naturalistica; il dato include la Riserva faunistica di Douala-Edea in Camerun; la laguna di Anlo-Keta e la laguna di Songhor in Ghana.